# 전국TOP 10 가요쇼 IN RADIO
전국TOP 10 가요쇼 IN RADIO는 G1 Fresh FM(원주 103.1 춘천 105.1 강릉 106.1 태백 99.3 평창 88.3, 속초 101.3MHz)에서 진행자 변경으로 2021년 10월 2일부터 2023년 10월 28일까지 2년간 주말 오전 11시부터 낮 12시까지 방송중인 라디오 트로트 프로그램이다.

## 같이 보기
- G1방송
- G1 Fresh FM
- SBS 파워FM
- 박하선의 씨네타운